# 波夜多麻和気命神社
波夜多麻和気命神社（はやたまわけのみことじんじゃ）は、静岡県下田市相玉（あいたま）にある神社。

## 概要
下田市の北西、稲梓駅の西方、相玉地区の南方山麓に鎮座している。
創建は不詳だが、式内社であり、『伊豆国神階帳』にも「従四位上 おほゐの明神」と記されている古社である。
明治6年（1873年）に村社に列する。

## 祭神
- 波夜多麻和気命（はやたまわけのみこと）